# AN/SLQ-32

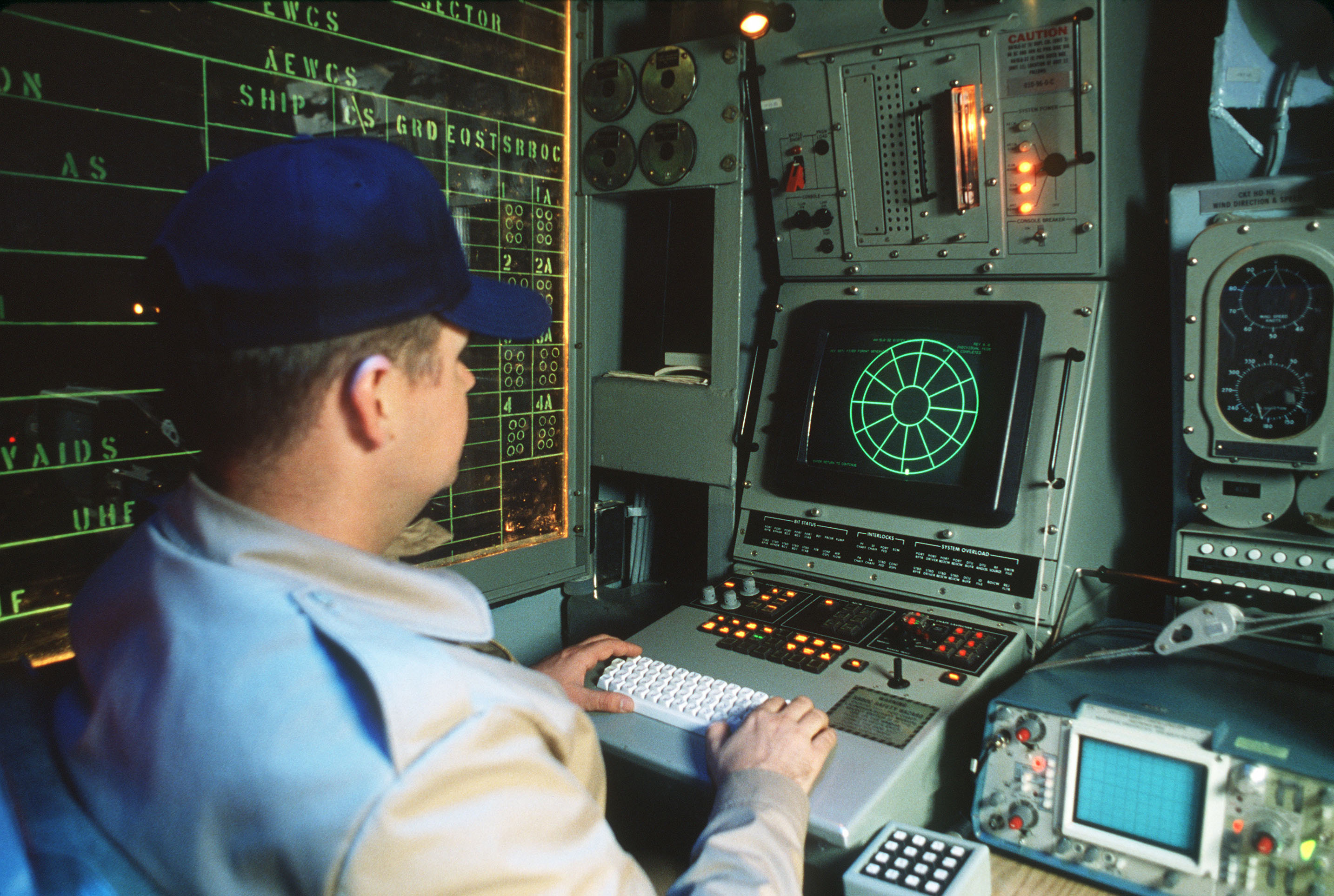
Консоль AN/SLQ-32 на борту USS Iowa (BB-61).

AN/SLQ-32 — система радиоэлектронной борьбы (РЭБ), состоящая на вооружении кораблей ВМС США.
Система AN/SLQ-32 объединяет аппаратуру предупреждения об облучении, постановки помех (в зависимости от модификации — пассивных или пассивных и активных). Система устанавливается на кораблях основных классов (авианосцах, крейсерах, эсминцах, фрегатах и т. п., а также на вспомогательных судах). Кроме того, система пригодна для размещения на летательных аппаратах.
При создании системы был использован модульный принцип построения, позволивший в рамках одной разработки получить несколько различных вариантов комплектации системы для кораблей различных классов. Известен ряд следующих модификаций системы: (V)1, (V)2, (V)3, (V)4, (V)5.

## Модификации

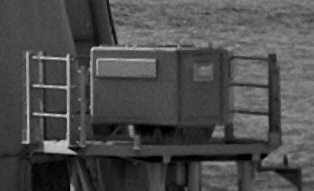
Антенна AN/SLQ-32(V)1 на борту USS Bowen (FF-1079)
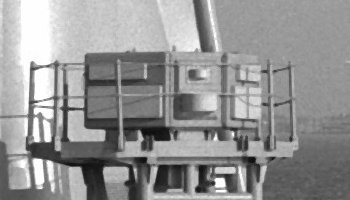
Антенна AN/SLQ-32(V)2 на борту USS Donald B. Beary (FF-1085)
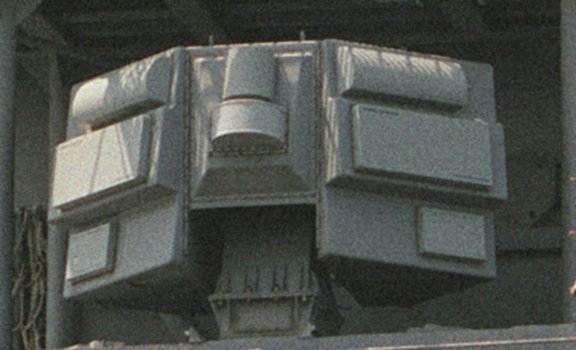
Антенна AN/SLQ-32(V)3 на борту USS Nicholson (DD-982)

### (V)1
Данный вариант системы обеспечивает только предупреждение об облучении в диапазоне работы радиолокационных ГСН ПКР, пеленгование и автоматическую классификацию обнаруженного излучения.
Аппаратура работает в диапазоне 8 −20 ГГц (третья частотная полоса).

### (V)2
Дополнительно к комплектиации модификации (V)1 этот вариант системы включает оборудование предупреждения, пеленгования и классификации, работающее в диапазоне РЛС обнаружения и целеуказания носителей ПКР (самолётов и кораблей). За счёт добавления второй (2 — 8 ГГц) и первой (1 — 2 ГГц) частотных полос перекрывается диапазон 1 — 20 ГГц. Как вариант (V)1, так и вариант (V)2 работают совместно с корабельными установками пассивных помех в полуавтоматическом режиме.

### (V)3
Дополнительно к аппаратуре предыдущей модификации добавлена станция активных помех радиолокационным головкам самонаведения (ГСН) ПКР и бортовым РЛС их носителей, работающую в диапазоне 8 — 20 ГГц. Для излучения помехи и наведения её по направлению на подавляемые РЛС служат 4 фазированные решётки, перекрывающие секторы по 90 ° каждая. Системы РЭБ данной модификации может подавлять помехой одновременно до 80 РЛС. При этом на каждый объект противодействия направляется оптимизированный вид помехи, обеспечивающий максимальную эффективность подавления. Система РЭБ AN/SLQ (V)3 может работать в режиме создания ложных целей, маскирующих и уводящих по дальности и углу помех. Данная модификация системы обеспечивает наряду с полуавтоматическим режимом постановки пассивных помех также полуавтоматический или автоматический режим постановки активных помех. Суммарный уровень мощности помехи может изменяться в пределах от нескольких КВт до 1 МВт. Быстродействие системы: 1-2 с.

## Фото

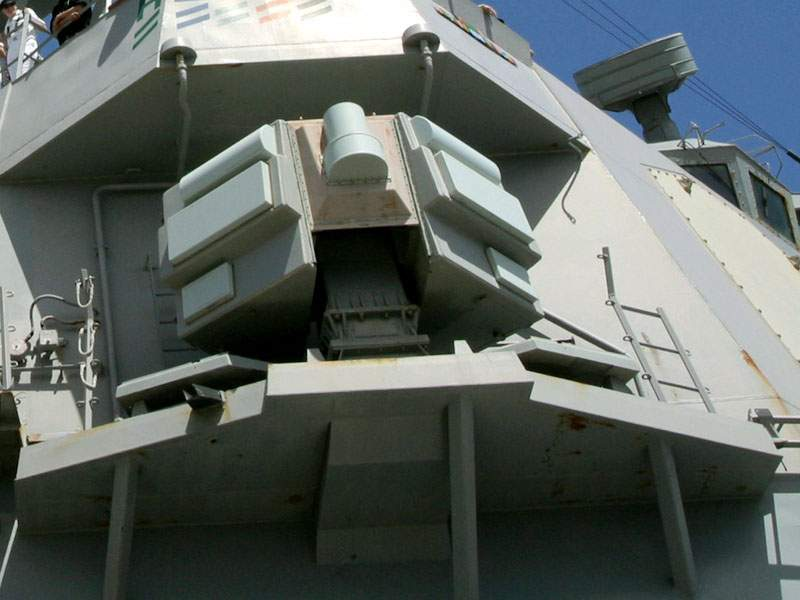
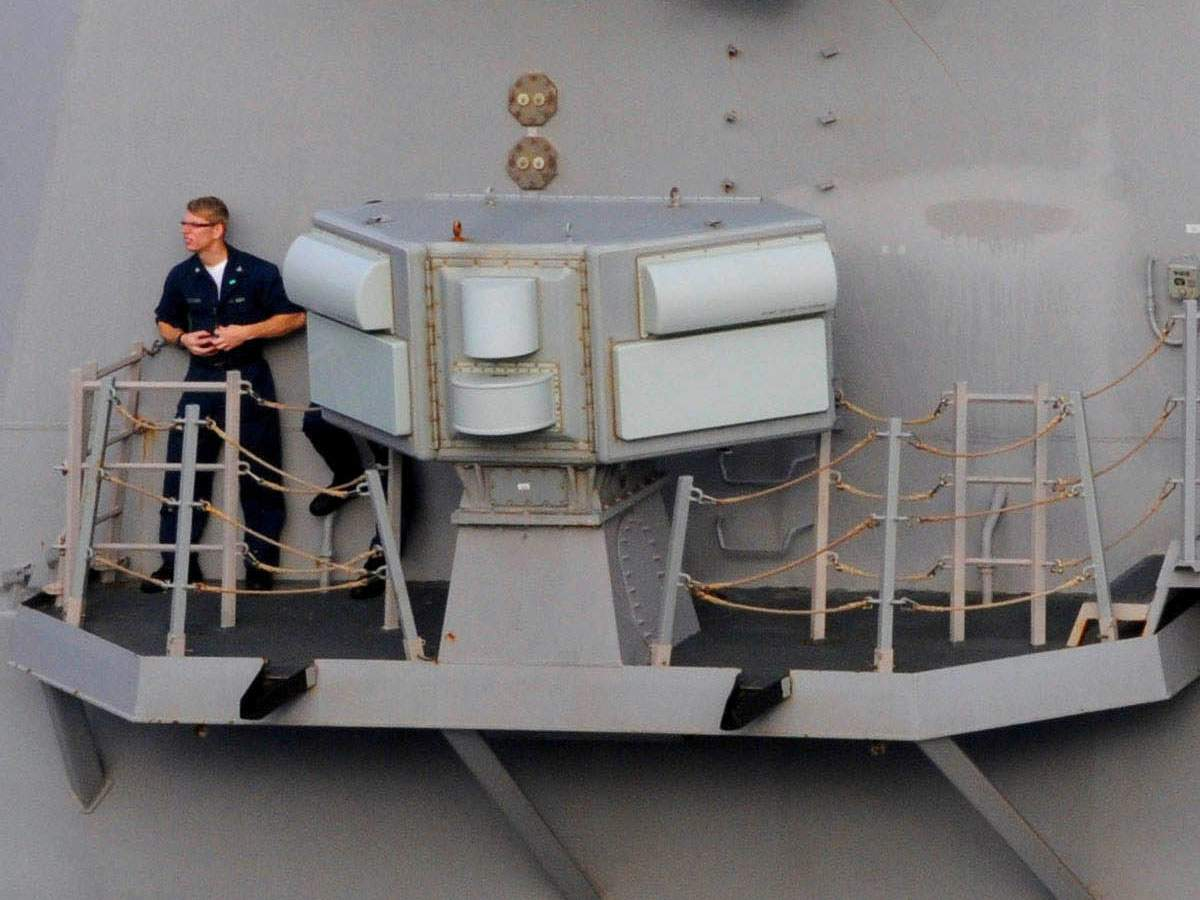